# Афанасий (Сахаров)
Епи́скоп Афана́сий (в миру Серге́й Григо́рьевич Са́харов; 2 июля 1887 года, село Царёвка, Кирсановский уезд, Тамбовская губерния — 28 октября 1962 года, Петушки, Владимирская область) — епископ Русской православной церкви, в 1920-х годах — епископ Ковровский, викарий Владимирской епархии. Деятель катакомбного движения.
Литургист, один из авторов «Службы всем святым, в земли Российстей просиявшим» (Собору Русских святых).
Прославлен Русской православной церковью в августе 2000 года в лике священноисповедника.

## Образование
Сергей Сахаров родился 2 июля (ст. ст.) 1887 года, в праздник Положения Честной Ризы Пресвятой Богородицы во Влахерне. Родители Сергея — Григорий и Матрона — жили во Владимире. Отец был надворным советником, мать происходила из крестьян.
Окончил Шуйское духовное училище (1902), Владимирскую духовную семинарию (1908), Московскую духовную академию со степенью кандидата богословия (1912, кандидатская работа: «Настроение верующей души по Триоди Постной»).

## Монах и преподаватель
12 октября 1912 года пострижен в монашество; 14 октября посвящён в сан иеродиакона и 17 октября — в сан иеромонаха.
С 6 октября 1912 года — преподаватель пастырских предметов в Полтавской духовной семинарии.
С 28 августа 1913 года — смотритель Клеванского духовного училища Волынской епархии.
С 3 сентября 1913 — преподаватель во Владимирской духовной семинарии по кафедре гомилетики, заведующий религиозно-нравственными чтениями и народными собеседованиями при кафедральном Успенском соборе во Владимире, награждён набедренником.
С 1914 года член совета Православного братства св. Александра Невского. В 1917 году делегат епархиального и Всероссийского съездов духовенства и мирян, 2-го Всероссийского монашеского съезда, член Владимирского епархиального временного исполнительного комитета, награждён наперсным крестом, игумен.
В 1918—1920 годах — член Владимирского епархиального совета от монашествующих.
20 января 1920 года возведён в сан архимандрита.
В 1920—1921 годах — наместник владимирского Рождественского монастыря.

### Участие в Поместном соборе
В 1917 году на монашеском съезде в Троице-Сергиевой лавре избран заместителем члена Всероссийского Поместного собора. С января 1918 — член Собора, работал в отделах о богослужении, о монашестве и о церковной дисциплине. В отдел о богослужении представил доклады «О подготовке нового издания богослужебных книг со внесением в них всех существующих как печатных, так и рукописных служб русским святым», «Об усилении и узаконении чествования по епархиям местных святых». В отдел о церковной дисциплине представил доклад «О присвоении богослужебных отличий определённым церковным служителям и должностям и воспрещении раздавать их в качестве наград» (доклад был одобрен отделом). На пленарном заседании выступал в качестве содокладчика по докладу о правилах канонизации святых в Русской церкви. После восстановления Собором праздника Всех Святых, в Русской земле просиявших, принимал участие вместе с профессором Петроградского университета Борисом Тураевым в составлении службы на этот праздник.

## Епископ
17 июня 1921 года состоялась его хиротония во епископа Ковровского, викария Владимирской епархии, которую совершили митрополит Владимирский Сергий (Страгородский), архиепископ Нижегородский Евдоким (Мещерский) и епископ Печерский, викарий Нижегородской епархии Варнава (Беляев). С 18 июня одновременно настоятель Боголюбского монастыря.
30 марта 1922 года арестован, но освобождён на другой день.
12 апреля епископ Афанасий, а также митрополит Сергий (Страгородский), архиепископ Суздальский Павел (Борисовский), бывший епископ Суздальский Василий (Зуммер) были арестованы по так называемому «Суздальскому церковному делу»: в одном из храмов была разворована ризница, и власти использовали это для обвинения архиереев в противодействии изъятию церковных ценностей. 9 июня приговорён к одному году заключения (на следующий день после приговора освобождён по амнистии). Митрополит Сергий (Страгородский) был выслан в Нижний Новгород и поручил епископу Афанасию церковное управление во Владимире и Владимирском уезде.
Выступал против обновленческого движения. Вновь арестован в июле и сентябре 1922 года. После сентябрьского ареста был отправлен в Москву, где содержался в Таганской тюрьме. За «возмущение народных масс на религиозной почве» приговорён к двум годам ссылки в Зырянский край (начало ссылки — 14 ноября 1922 года). Находился в ссылке в городе Усть-Сысольске и селе Керчомъя. Освобождён в январе 1925 года.
В феврале 1925 года вернулся во Владимир и принял на себя управление Владимирской епархией как первый помощник архиепископа Владимирского Николая (Добронравова), высланного в Москву. Однако по требованию ОГПУ в мае 1925 года должен был дать подписку о неуправлении епархией.
В сентябре 1925 года прибыл на обновленческий епархиальный съезд, где призвал его участников покаяться и покинул заседание.
В ноябре 1925 года временно управляющим Владимирской епархией был назначен епископ Дамиан (Воскресенский). В декабре 1925 года он вошёл в самочинный Временный высший церковный совет (ВВЦС), организованный при поддержке ОГПУ. После этого епископ Афанасий взял на себя управление Владимирской епархией. 15 января 1926 года благословил православных Владимирской епархии, если не будет православного архиерея, «за духовным руководством и окормлением обращаться к православным архиереям соседних епархий». В тот же день был арестован, ему припомнили эпизод с иеромонахом Александром (Чечелем) и проповеди на праздник Святого Георгия. После выхода из тюрьмы 15 марта 1926 года призвал православных Владимирской епархии обращаться к епископу Дамиану (Воскресенскому), к тому времени принёсшему покаяние.
С ноября 1926 года — управляющий Ивановской епархией. Власти предложили ему добровольно уехать из епархии или прекратить управление церковными делами — отказался оставить вверенную паству.

### Соловки и Туруханский край
2 января 1927 года арестован, отправлен в Москву (находился в тюрьме ОГПУ на Лубянке и в Бутырской тюрьме). Приговорён к трём годам лишения свободы за «принадлежность к группе архиереев, возглавляемой митрополитом Сергием Страгородским». Отбывал срок в Соловецком лагере (лагерные пункты Попов остров, Разноволоки, Чупа и Кемь), где работал сторожем и недолго счетоводом, болел сыпным тифом.
В феврале 1930 года выслан на три года в Туруханский край. В первой половине 1932 года жил там у ссыльного митрополита Кирилла (стан Селиваниха). В 1933 году вернулся во Владимирскую область, вышел из юрисдикции митрополита Сергия (Страгородского), считая, что тот превышает свои полномочия Заместителя Патриаршего местоблюстителя. Позиция епископа Афанасия была близка к точке зрения митрополита Кирилла.

### Беломорско-Балтийские лагеря
18 апреля 1936 года арестован по обвинению в «связи с Ватиканом» и «с белогвардейцами на Украине». Однако на допросах об этом речи не шло (сам епископ Афанасий эти обвинения полностью отвергал), а следствие интересовали лишь причины отказа сотрудничать с лояльным по отношению к советской власти митрополитом Сергием. За создание «контрреволюционной организации Истинно-Православной Церкви» приговорён к пяти годам лишения свободы в Беломорско-Балтийских лагерях. В лагере недолго работал инкассатором; у него уголовники похитили деньги, получил дополнительно год лишения свободы. Работал на лесобирже, на лесоповале, на строительстве круглолежневой дороги. Был дневальным, бригадиром лаптеплётной бригады. Один из немногих архиереев, которым удалось выжить после массовых расстрелов политзаключённых в лагерях в 1937—1938 годах.
В начале Великой Отечественной войны этапирован в Онежские лагеря, прошёл пешком около 400 километров, неся на себе свои вещи. Работал на лесобирже, голодал, так как не вырабатывал нормы. В июне 1942 года освобождён и выслан в Омскую область, где работал ночным сторожем. С января по ноябрь 1943 года проживал в городе Ишиме.

### Новый арест и очередной приговор
7 ноября 1943 года в ссылке в городе Ишиме в очередной раз арестован по обвинению «в проведении профашистской агитации и распространении провокационных слухов и участии в антисоветской агитации» (статьи 58-10, 58-11 Уголовного кодекса РСФСР) и перевезён в Москву. На допросе 10 апреля 1944 года заявил: «Я не мог примириться с советской властью, не признающей религию. Я не смиряюсь и теперь, что ведётся борьба против религии (так в тексте!). Но всё это мои личные убеждения, и их никому из своих близких не навязывал и не призывал вести борьбу против Советской власти». В 1944 году по делу «Антисоветское церковное подполье» приговорён к восьми годам лишения свободы. Содержался в Сибирских, затем с декабря 1946 по июль 1947 года в Темниковских лагерях, с июля 1947-го в Дубравлаге. Работал ассенизатором, занимался плетением лаптей. С 1947 года — на инвалидности по возрасту.
В 1945 году признал законность избрания Патриархом Алексия I. В 1955 году писал, мотивируя это решение: «Ереси, отцами осуждённые, Патриарх Алексий и его сподвижники не проповедуют… никакой законной высшей иерархической властью Патриарх Алексий не осуждён, и я не могу, не имею права сказать, что он безблагодатный, и что таинства, совершаемые им и его духовенством, не действительны. Поэтому, когда в 1945 году, будучи в заключении, я и бывшие со мною иереи, не поминавшие Митрополита Сергия, узнали об избрании и настоловании Патриарха Алексия, мы, обсудивши создавшееся положение, согласно решили, что так как, кроме Патриарха Алексия, признанного всеми Вселенскими Патриархами, теперь нет иного законного первоиерарха русской поместной Церкви, то нам должно возносить на наших молитвах имя Патриарха Алексия, как Патриарха нашего, что я и делаю неукоснительно с того дня». Сам патриарх Алексий I в 1955 году принял в общение епископа Афанасия без какого-либо намёка на необходимость покаяния в якобы учинённом расколе.

### Последние годы жизни
После освобождения из лагеря, в мае 1954 — марте 1955 года содержался в Зубово-Полянском доме инвалидов. В марте 1955 ему было разрешено выехать в город Тутаев, откуда в октябре того же года он переехал в город Петушки.
По освобождении трудился над исследованием православного богослужения, житий русских святых и составил обстоятельный труд «О поминовении усопших по уставу Православной Церкви». 6 ноября 1956 года назначен председателем созданной тогда же богослужебно-календарной комиссии при издательстве Московской патриархии и внёс немало исправлений в месяцеслов святых.
В его некрологе, опубликованном в «Журнале Московской Патриархии», в частности, говорилось: «Любовь, теплоту и сердечность чувствовал каждый, кто соприкасался с благостным архипастырем. Беседы с ним были увлекательны. Его многочисленные друзья могли многие часы проводить с ним в этих беседах, знакомясь с его открытиями в области литургики и агиографии или слушая глубокие изъяснения богослужебных текстов. Каждый уходил от него духовно обогащённым и умиротворённым».

## Литургическое творчество
В 1920-е годы начал дополнять и совершенствовать утверждённую Собором 1917—1918 годов службу Всем русским святым, «а вместе с тем явилась мысль о желательности и необходимости установления и ещё одного дня для общего празднования всех Русских святых, сверх установленного Собором», в связи с чем он предложил установить второй, непереходящий праздник в честь Всех русских святых, когда во всех русских храмах «могла бы быть совершаема только одна полная праздничная служба, не стесняемая никакой другой». Епископ Афанасий (Сахаров) объяснил это в предисловии к службе Всем святым, в земле Русской просиявшим: «При этом казалось бы более всего соответствующим совершать празднование Всем Святым, в земле Русской просиявшим, 16 (29) июля непосредственно за праздником просветителя Русской земли святого равноапостольного великого князя Владимира. Тогда праздник нашего Равноапостола будет как бы предпразднством к празднику Всех Святых, процветших в той земле, в которую он всеял спасительные семена веры Православной. И самый праздник Всех Русских Святых тогда будет начинаться прославлением князя Владимира на 9-м часе пред праздничной малой вечерней. Праздник Всех Русских Святых есть праздник всей святой Руси».
В 1946 году вышла в свет «Служба Всем святым, в земли Российской просиявшим», изданная Московской патриархией, отредактированная епископом Афанасием (Сахаровым), после чего началось повсеместное празднование памяти Всех русских святых во 2-ю Неделю по Пятидесятнице. При публикации были допущены цензурные искажения, уничтожавшими все указания на новомучеников (по заданию советских властей эту «правку» выполнил инспектор Ленинградской духовной академии профессор Лев Парийский).
Вернувшись из лагеря и поселившись в Петушках, епископ Афанасий начал работу по сбору и систематизации служб русским святым. В его письмах, адресованных разным людям, содержались просьбы найти и прислать те или иные службы местночтимым святым. На основе полученного материала он уточнял детали житий, составлял списки местных святых. Присланные материалы были тщательно отредактированы и приведены к единообразию в языковом и стилистическом отношении.
Таким образом в архив епископа Афанасия попали несколько сот служб и акафистов, он делал правки и примечания. На основе этих материалов он готовил «Дополнительные Минеи», содержащие службы русским святым, которые не вошли в стандартные дореволюционные Минеи.
Составил несколько молебных последований, в том числе «О хотящих по воздуху шествовати», «О сущих в различных обстояниях», «Благодарение о получении милостыни», «О мире всего мира и о прекращении войн» и др.
Реализацией идей епископа Афанасия стали вышедшие в 1978—1989 годах Служебные минеи (неофициально «Зелёные минеи»), в состав которой вошёл и окончательный текст службы всем российским святым, более полный по сравнению с текстом первых изданий. Туда же было включено огромное количество богослужебных текстов, прежде не входивших в основной круг богослужебных книг. В рецензии на сентябрьский и октябрьские тома игумен Иннокентий (Просвирнин) отмечал: «Богослужебно-календарная комиссия <…>, осуществляя пожелание Богослужебного отдела Поместного Собора 1917—1918 гг., по указанию святейшего Патриарха Алексия, ставила вопрос о необходимости соединения служб русским святым со службами святым Поместных Православных Церквей, чтобы не нарушался Устав всей Восточной Церкви и вместе были учтены богослужебная практика и богатство агиологии Русской церкви. Председатель Комиссии, епископ Афанасий (Сахаров), участник Поместного Собора 1917—1918 гг. дал необходимое решение этого сложного литургического вопроса в „Богослужебных указаниях на 1957 и 1958 гг.“ Он осуществил редактирование текста всех Миней, чтобы приблизить к пониманию современников церковнославянские языковые формы. Много труда он положил также на собирание отдельно изданных служб».

## Канонизация и почитание
Канонизирован Архиерейским собором Русской православной церкви в августе 2000 года в лике новомучеников и исповедников Российских. Мощи священноисповедника 29 октября 2000 года были перенесены крестным ходом из Князь-Владимирского кладбищенского храма во владимирский Богородице-Рождественский монастырь, где и почивают поныне.
26 октября 2002 года состоялось великое освящение храма во имя святителя Афанасия Ковровского в Петушках. Храм освятили Патриарший экзарх всея Белоруссии, митрополит Минский и Слуцкий Филарет и архиепископ Владимирский и Суздальский Евлогий в сослужении многочисленного духовенства.
4 октября 2012 года решением Священного синода Русской православной церкви утверждён и рекомендован к общецерковному богослужебному употреблению текст службы священноисповеднику Афанасию (Сахарову), епископу Ковровскому.
15 октября 2012 года в Петушках состоялось торжественное открытие духовно-просветительского центра и обновлённой экспозиции в доме священноисповедника епископа Ковровского Афанасия.

## Сочинения
- Проект постановления о наградах священно-церковнослужителей, о богослужебных отличиях и первенстве при священнослужении // ГАРФ. Ф. 3431. Оп. 1. Д. 316. Л. 356–361.
- Письма в Фонд помощи политическим заключенным // ГАРФ. Ф. 8409. Оп. 1. Д. 4. Л. 259–259 об.; Д. 5. Л. 222–225, 343–344; Д. 7. Л. 242–243 об.; Д. 27. Л. 70–71; Д. 725. Л. 148.
- Служба всем святым, в земли Российстей просиявшим. М., 1918 (М., 1995. 4-е изд.).
- Предуведомление к месяцеслову // Православный церковный календарь на 1958 г. М., 1957. С. 5–6.
- О шестопсалмии // Журнал Московской Патриархии. — 1957. — № 1. — С. 28.
- Об ектении после повечерия и полунощницы // Журнал Московской Патриархии. — 1957. — № 2. — С. 20—21.
- Die Fürbitte für die Verstorbenen nach den Ordnungen der Orthodoxen Kirche // Stimme der Orthodoxie. — 1962. — № 2. — S. 40—45. (нем.)
- Празднование Пресвятей Владычице нашей Богородице ради иконы Ея, именуемыя «Максимовская» // Минея (МП). Апр. Ч. 2. С. 52–60.
- Даты и этапы моей жизни // ВРСХД 1966. № 81. С. 13–17.
- О поминовении усопших по уставу Православной Церкви // Вестник Русского Западно-Европейского патриаршего экзархата. — 1969. — № 66. — С. 103—129; № 69. — С. 38—63; № 70—71. — С. 182—214; № 73—74. — С. 91—111; № 75—76. — С. 227—239; № 77. — С. 76—94; № 78—79. — С. 178—188; № 85—88. — С. 201—274; № 91—92. — С. 203—214; № 93-96. — С. 159—181; № 89—90. — С. 117—129 (СПб.: Сатисъ, 1999. — 233 [5] с. — ISBN 5-7373-0080-3).
- Можно ли посещать храмы Московской патриархии // ВРСХД. 1972. № 106. С. 92–97.
- Святейший Патриарх Тихон в воспоминаниях современников («Горько») // Журнал Московской Патриархии. — 1993. — № 12. — С. 21—22.
- О празднике Всех святых, в земле Русской просиявших, и о службе на сей праздник // Учёные записки Рос. православного ун-та ап. Иоанна Богослова. — 1995. — № 1. — С. 91—101.
- Переписка Д. П. Огицкого с епископом Афанасием (Сахаровым) // Журнал Московской Патриархии. — 1997. — № 7. — С. 66—80.
- Настроение верующей души по Триоди Постной — М.: Новоспасский монастырь, 1997.
- Молитвословия за трапезой. М., 1998.
- О внесении в церковный месяцеслов всех русских памятей // Богословские труды. 1998. Т. 34. С. 356–361.  Обращения к представителям власти // Богословский сборник. 1999. Вып. 4. С. 225–252.
- Молитва всех вас спасет. М., 2000.
- Собрание писем святителя Афанасия (Сахарова) / под ред. В. Кисель. — М.: Правило веры; Изд-во Сретенского монастыря, 2001. — (Русское православие XX века).
- Молитвы. М., 2001.
- Твой есмь аз [Сб. писем]. М., 2009.
- Молитвословия за трапезой. М., 2017.